# Soya Takahashi
Soya Takahashi (高橋 壮也 Takahashi Soya?), född 29 februari 1996 i Shimane prefektur, är en japansk fotbollsspelare.

## Karriär
Takahashi började sin karriär 2014 i Sanfrecce Hiroshima. Med Sanfrecce Hiroshima vann han japanska ligan 2015. 2018 blev han utlånad till Fagiano Okayama. 
Den 14 augusti 2019 värvades Takahashi av AFC Eskilstuna, där han skrev på ett halvårskontrakt. Takahashi gjorde allsvensk debut den 31 augusti 2019 i 3–1-förlust mot Örebro SK, där han blev inbytt i den 59:e minuten mot Ismet Lushaku.
I januari 2020 värvades Takahashi av Superettan-klubben Umeå FC, där han skrev på ett tvåårskontrakt. I mars 2021 värvades Takahashi av amerikanska USL Championship-klubben Oakland Roots. I juli 2022 återvände han till Umeå FC på ett halvårskontrakt. Efter säsongen 2022 lämnade Takahashi klubben.